# Dystasia benjamini
Dystasia benjamini es una especie de escarabajo longicornio del género Dystasia, familia Cerambycidae. Fue descrita científicamente por Gouverneur en 2021.
Habita en Laos. Los machos y las hembras miden aproximadamente 12 mm. El período de vuelo de esta especie ocurre en el mes de abril.